# Marie Madeleine couchée
Marie Madeleine couchée (en italien Maddalena Giacente) est une sculpture en marbre d'Antonio Canova, représentant Marie Madeleine se languissant de douleur. Commandé par le premier ministre britannique Robert Jenkinson, elle lui a été livrée en octobre 1822, un mois après la mort de Canova.

## Description
Canova sculpte Marie Madeleine sous la forme d'une pénitente allongée, abandonnée sur un rocher et inconsciente. La figure est représentée à moitié nue, les jambes recouvertes d'un tissu doux, légèrement enroulé autour des hanches. Elle est allongée sur le sol dans une pose d'abandon langoureux, la tête inclinée sur le côté et la bouche à demi fermée, presque inconsciente et dans l'abandon de ses membres comme si elle avait définitivement perdu toute vigueur physique. Appuyée sur une corniche rocheuse, le regard extatique et le visage sillonné de larmes renforcent le caractère pathétique de la figure, où convergent sensualité et sacralité.
Canova décrit en 1819 la Marie Madeleine de son œuvre comme « évanouie par la douleur excessive de sa pénitence ».

## Histoire
Après la mort de Robert Jenkinson en 1828, la sculpture reste dans la famille et est présentée dans plusieurs grandes expositions publiques à travers le Royaume-Uni. Elle est vendue avec le manoir de Witley Court en 1920 à Herbert Smith, un fabricant de tapis et la statue n'est alors plus attribuée à Canova. Elle est vendue trois fois dont Violet Van der Elst (1882-1966), entrepreneuse britannique, connue pour son combat contre la peine de mort. Elle est achetée en 2002 pour 5 200 livres lors d'une vente de sculpture de nains de jardins, par un couple britannique qui l'installe dans leur jardin. Averti qu'il pourrait s'agir de la sculpture perdue de Canova, ils la font expertiser plusieurs années plus tard. La statue est en très bon état, sauf un crucifix partiellement manquant sur l'épaule de Marie Madeleine. Elle sera mise en vente par Christie's en juillet 2022 après avoir été exposée à Londres, New York et Hong Kong.